# Don't Dream It's Over
«Don't Dream It's Over» (en español: «No sueñes que se terminó») es una power ballad interpretada por la banda de rock australiana-neozelandesa Crowded House, publicado en su álbum debut de estudio homónimo Crowded House (1986), La canción fue escrita por el cantautor y músico neozelandés Neil Finn y producida por Mitchell Froom. Se lanzó  por la empresa discográfica Capitol Records el 22 de septiembre de 1986 como el cuarto sencillo del álbum. Se convirtió en el tema más exitoso de la banda a nivel internacional y alcanzó la segunda posición de la lista Billboard Hot 100, solamente por debajo de «I Knew You Were Waiting (For Me)» de Aretha Franklin y George Michael. 
En mayo de 2001, la Australasian Performing Rights Association (APRA) celebró su 75°. aniversario confeccionando una lista de las mejores canciones de Nueva Zelanda y de Australia de todos los tiempos, decididas por miembros de APRA y un jurado integrado por personas de la industria musical. «Don't Dream It's Over» fue posicionada segunda en la lista neozeolandesa y séptima en la lista australiana. A pesar de que el hecho de que fuera listada en Australia produjo controversias en Nueva Zelanda,[cita requerida] se indicó que la banda contó con miembros de Nueva Zelanda, Australia y Estados Unidos y que fue fundada en Melbourne.

## Video musical
En el video musical de la canción, dirigido por Alex Proyas, se presentan efectos especiales surrealistas tales como objetos domésticos (entre ellos, vajillas que se destrozan) y carretes de película que flotan en el aire, mientras el cantante principal, Neil Finn, toca la guitarra y camina por una casa durante distintos periodos de tiempo, a la vez que sus compañeros de banda o bien están haciendo quehaceres domésticos o acompañando con instrumentos musicales. La canción fue nominada en los premios MTV Video Music Awards de 1987 tanto en la categoría de mejor video de un grupo, mejor dirección y mejor artista nuevo, y resultó ganadora en esta última.

## Otras versiones
El grupo británico de música dance Less Stress grabó una versión de la canción en 1990, con la voz principal de Katherine Wood. En 2006, la cantante australiana Sarah Blasko cantó el sencillo durante la ceremonia de cierre de los Juegos de la Mancomunidad que se celebraron en Melbourne; su versión también fue incluida en el álbum tributo She Will Have Her Way. Entre otros artistas que han hecho sus propias versiones se incluyen Donny Osmond, Teddy Thompson, Faith No More, Paul Young, Sixpence None the Richer, Fergie y Rahsaan Patterson en un episodio de Kids Incorporated, Howie Day, Aiden Grimshaw, Susan Boyle y Hitomi Yaida.
El rapero Classified usó un sample del riff de la canción en su tema «It Ain't Over», al igual que el trío irlandés de R&B Dove en su éxito «Don't Dream», el cual se convirtió en una de las mejores canciones de ese año e incluso alcanzó el Top 40 de la UK Singles Chart., El cantante italiano Antonello Venditti reescribió la canción bajo el título de «Alta Marea» y la incluyó en su álbum de 1991, Benvenuti in Paradiso, que se convirtió en un éxito en las listas italianas; Angelina Jolie, quien tenía dieciséis años para ese entonces, actuó en el video musical con el papel de mujer seductora. A finales de la década de 1980, el salsero venezolano Erick Franchesky versionó «Alta Marea», convirtiéndola en un gran éxito del género.
Josh Klinghoffer, guitarrista entre 2009 y 2019 de los Red Hot Chili Peppers, realizó una pequeña versión de esta canción en uno de los conciertos de la gira "I'm With You".
En España fue versionada por Dyango en español con el título "Alta marea", para su disco Amante Gaviota de 1992. Asimismo, el cantautor español Pedro Javier Hermosilla versionó esta canción en castellano cuyo título fue "Un agujero en el alma", incluida en su disco "Tres y...", publicado en 2007.
En 2012 la canción fue versionada por Cory Monteith, Melissa Benoist, Darren Criss, Jenna Ushkowitz, Heather Morris y Chord Overstreet en la serie televisiva Glee durante el episodio «Swan Song» de su cuarta temporada, y en el 2013, por Megan Hilty en la serie de televisión Smash durante el episodio «On Broadway» de su segunda temporada. El tema apareció también en la película de drama juvenil de 2012 The Perks of Being a Wallflower, así como en el segundo episodio de Apocalipsis, una miniserie televisiva de 1994 basada en una novela de Stephen King. Fue utilizada en la apertura del primer capítulo de la última temporada de la serie The Americans, donde suena de fondo mientras muestra como han cambiado la vida de sus protagonistas 3 años después.
En Chile, la canción fue parodiado en El club de la comedia llamado "Ena" de "Ena House" (en referencia a la política Ena Von Baer). El grupo chileno Ases Falsos lanzó, en octubre del 2020, una versión en español del tema, manteniendo el título en inglés del original.
La banda británica Queen + Adam Lambert, durante su concierto en Auckland, Nueva Zelanda el 4 de septiembre de 2014, interpretó una versión acústica e improvisada de «Don't Dream It's Over», por parte del guitarrista Brian May.

### Versión de Miley Cyrus y Ariana Grande
El 14 de mayo de 2015 las cantantes estadounidenses Miley Cyrus y Ariana Grande publicaron su propia versión de la canción. Se trata de una de las interpretaciones pertenecientes a las The Backyard Sessions de Cyrus, una serie de vídeos musicales, grabados en la casa de la cantante, con el propósito de promover la fundación Happy Hippie, fundada por Cyrus, y así incentivar las donaciones para ayudar con la misión de luchar contra la injusticia y ayudar a los jóvenes sin hogar y al colectivo LGBT en los Estados Unidos.
Igualmente en 2016, Chris Martin, de Coldplay y Eddie Vedder, de la legendaria banda Pearl Jam, interpretaron una poderosa versión en el Global Citizen Festival. Celebrado en el Central Park de Nueva York.

## Posicionamiento
| País           | Lista (1987)                  | Mejor posición |
| -------------- | ----------------------------- | -------------- |
| Alemania       | Media Control Charts          | 13             |
| Australia      | Kent Music Report             | 8              |
| Bélgica        | Ultratop 50 flamenca          | 6              |
| Canadá         | RPM Top Singles               | 1              |
| Estados Unidos | Billboard Hot 100             | 2              |
| Estados Unidos | Hot Adult Contemporary Tracks | 9              |
| Estados Unidos | Hot Mainstream Rock Tracks    | 11             |
| Irlanda        | Irish Singles Chart           | 19             |
| Noruega        | VG-lista                      | 6              |
| Nueva Zelanda  | New Zealand Singles Chart     | 1              |
| Países Bajos   | Dutch Top 40                  | 5              |
| Reino Unido    | UK Singles Chart              | 27             |
| País           | Lista (1996)                  | Mejor posición |
| Reino Unido    | UK Singles Chart              | 25             |